# واجب منزلي

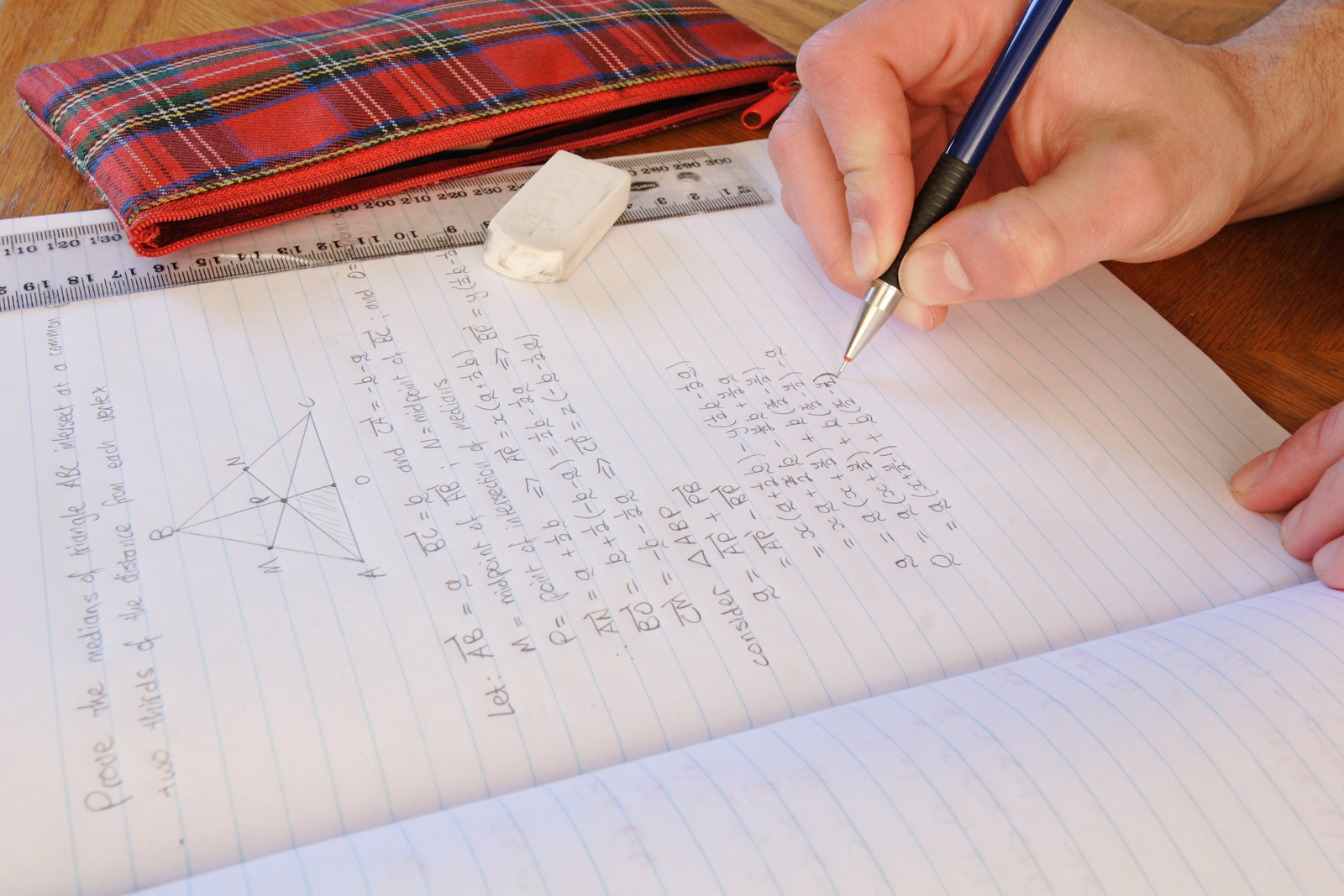
يمكن أن يشمل الواجب المنزلي التمارين الرياضية

الواجب المنزلي أو الواجب المحدد هو عبارة عن مجموعة من المهام المحددة للطلبة من قبل مدرسيهم لإنهائها خارج الفصول أو في المنزل. وتشتمل الواجبات المنزلية الشائعة على مقدار أو مدة محددة من القراءة أو الكتابة أو النسخ التي يتم أداؤها أو المشاكل التي يتم حلها أو تشتمل على بناء مشروع مدرسي (على سبيل المثال دايودراما أو مسرحية) أو بعض المهارات الأخرى.

## الأهداف والأسباب الرئيسية للواجب المنزلي
تتحد الأهداف الرئيسية للواجب المنزلي مع الأهداف الرئيسية للتعلم وهي كالتالي: اكتساب المعرفة وتحسين قدرات ومهارات الطلبة. وعلى الرغم من ذلك، فإن معارضي الواجب المنزلي يرون الواجب المنزلي على أنه روتين أو عمل مجهد لا يستهلك سوى وقت الطلبة ولا يضفي أي منفعة ملموسة لهم. ويمكن أن يكون الهدف من الواجب المنزلي هو تعزيز ما تلقاه الطلبة في الفصول، وإعدادهم لتلقي الدروس التالية (أو الصعبة أو المعقدة) أو ربط ما تعلموه بالمواقف المنبثقة أو دعم قدراتهم بواسطة تطبيق مهارات مختلفة على مهمة واحدة. كما يُتيح الواجب المنزلي فرصة للآباء في المشاركة في تعلم أبنائهم.

## مقدار الواجب المنزلي الضروري
أظهر استعراض لمجموعة من الباحثين في جامعة دوك لأكثر من 60 دراسة بحثية على الواجب المنزلي منذ عام 1987 وحتى عام 2003 أن هناك تفاعلاً إيجابيًا بين مقدار الواجب المنزلي وتحصيل الطالب. وأشار البحث أيضًا إلى أن المقدار الكبير للواجب المنزلي يمكن أن يكون له تأثير عكسي. ويدعم البحث 'قاعدة الدقائق العشرة' الأكثر قبولًا والتي تنص على تحديد 10 دقائق من الواجب المنزلي في اليوم لكل مرحلة تعليمية. على سبيل المثال، ووفقًا لهذا النظام؛ فإن طلبة المرحلة التعليمية الأولى سوف يتلقون مقدار 10 دقائق من الواجب المنزلي كل ليلة، بينما يتلقى طلبة المرحلة التعليمية الخامسة ما مقداره 50 دقيقة من الواجب وطلبة المرحلة التعليمية التاسعة مقدار 90 دقيقة من الواجب وهكذا.
وصرح هاريس كوبر (Harris Cooper) مدرس ورئيس قسم علم النفس والعلوم العصبية في جامعة دوك بأن البحث أظهر علاقة إيجابية أكثر خاصة مع طلبة الثانوية في المرحلة السابعة وحتى المرحلة الثانية عشرة بخلاف طلبة المدرسة الابتدائية.
ويتجاوز العديد من المدارس هذه التوصيات أو لا يأخذ بعين الاعتبار مقدار الوقت المحدد للقراءة.
في المملكة المتحدة، وفي عام 1998 قام قسم التعليم في ذلك الوقت بتحديد التوصيات الخاصة بمقدار الواجب المنزلي. حيث حدد القسم 10 دقائق للقراءة في اليوم للمرحلة العمرية 5 سنوات وما يقرب من ساعتين ونصف في اليوم لطلبة المرحلة الحادية عشرة ذوي 15 عامًا أو 16 عامًا.